# Memoria ad accesso diretto
La memoria ad accesso diretto, anche chiamata memoria ad accesso misto, è una tipologia di memoria informatica caratterizzata dal permettere l'accesso diretto a qualunque indirizzo di memoria con tempo di accesso variabile e dipendente dall'indirizzo di memoria a cui è avvenuto l'accesso precedente. 
La memoria ad accesso diretto si contrappone alla memoria ad accesso casuale (quest'ultima permette anch'essa di accedere direttamente a qualunque indirizzo di memoria ma con lo stesso tempo d'accesso) e alla memoria ad accesso sequenziale (quest'ultima non permette di accedere direttamente a qualunque indirizzo di memoria). 

## Caratteristiche e utilizzo
La memoria ad accesso diretto, come la memoria ad accesso sequenziale, è caratterizzata da tempi di accesso sensibilmente superiori rispetto alla memoria ad accesso casuale, motivo per cui è utilizzata come memoria secondaria.

## Tipologie
- Disco magnetico
  - Hard disk
  - Floppy disk
- Disco ottico
  - CD
  - DVD
  - HD DVD
  - Blu-ray Disc
- Disco magneto-ottico